# 少弐貞頼
少弐 貞頼（しょうに さだより）は、南北朝時代から室町時代初期にかけての武将・守護大名。少弐氏10代当主。

## 略歴
元中4年/嘉慶元年（1387年）、九州探題・今川了俊と一時和睦して筑前国守護に返り咲く。
しかし、了俊の後任の九州探題・渋川満頼の命に従わず、菊池武朝と同盟して反抗する姿勢を見せたので、応永4年（1397年）に3代将軍・足利義満の命を受けた大内義弘や大友親世らに攻められて一時窮地に追い込まれた。応永6年（1399年）に勃発した応永の乱で義弘が敗死し大内氏が一時衰退したのを機に勢力を回復し、豊前国守護を大内氏から奪い取っている。
応永11年（1404年）に九州探題を圧倒するまでに勢力を回復させたが、同年に病死、家督は子・満貞が継いだ。